# Филип Шоваговић
Филип Шоваговић (хрв. Filip Šovagović; Загреб, 13. септембар 1966) је хрватски позоришни и филмски глумац, редитељ и драматичар.

## Биографија
У почетку познат само као син реномираног глумца Фабијана Шоваговића, Филип Шоваговић глумио је у многим филмовима и серијама у последњих 15-ак година. Међу осталим, глумио је у филму „Ничија земља“ (2001), који је добио Оскара, а 2005. био је редитељ и сценариста филма „Пушћа Бистра“.
Студирао је глуму на Академији драмске уметности. Апсолвент је филмске режије на истој академији. Аутор је драма „Звонимир Зајц“, „Цигла“ и „Птичица“. Једна од њих, „Цигла“, освојила је Награду Удружења драмских уметника за најбољи праизведени текст у сезони '98./'99. у продукцији ХНК Сплит, која је проглашена и за најбољу представу на Фестивалу хрватске драме „Марулићеви дани“. Представе према његовим текстовима гостовале су, али и постављане на бројним европским фестивалима. Као редитељ и сценариста окушао се у трима кратка филмовима: „Say no“, „Дрво живота“, „На трави“, те као ко-редитељ представе „Чекајући Годоа“ Самјуела Бекета у загребачком позоришту &ТД.
Његова сестра Ања Шоваговић-Деспот такође је позната глумица.

## Филмографија

### Телевизијске улоге
| Год.       | Назив                       | Улога       |
| ---------- | --------------------------- | ----------- |
| 1990.      | Прашки студент (ТВ серија)  |             |
| 1999.      | Наша кућица, наша слободица |             |
| 2004−2007. | Наша мала клиника           | Иво Задро   |
| 2005.      | Жутокљунац                  | архитект    |
| 2005−2007. | Битанге и принцезе          | Мате Тараба |
| 2006.      | Одмори се, заслужио си      | доктор      |
| 2007.      | Казалиште у кући            | Мато Мато   |
| 2009.      | Брачне воде                 | Мирко       |
| 2013.      | На путу за Монтевидео       | Ђука        |
| 2015−2016. | Луд, збуњен, нормалан       | Ђоле        |
| 2018−2019. | Жигосани у рекету           | Крешимир    |

### Филмске улоге
| Год.  | Назив                      | Улога                   |
| ----- | -------------------------- | ----------------------- |
| 1988. | Живот са стрицем           |                         |
| 1988. | Сокол га није волио        | Бенос                   |
| 1989. | Хамбург Алтона             | Богарт                  |
| 1989. | Диплома за смрт            | Ник                     |
| 1990. | Последњи валцер у Сарајеву | Владо Гаћиновић         |
| 1991. | Крхотине                   | Иван Ливаја             |
| 1991. | Чаруга                     | Крмпотић                |
| 1991. | Ђука Беговић               | Иља                     |
| 1992. | Бака бијела                | Вођа фрајера            |
| 1992. | Мор                        |                         |
| 1994. | Коситрено срце             |                         |
| 1994. | Мука                       |                         |
| 1994. | Сваки пут кад се растајемо |                         |
| 1995. | Мртва точка                |                         |
| 1995. | Испрани                    |                         |
| 1996. | Дјед и бака се растају     | Ђуро                    |
| 1997. | Пушка за успављивање       | Станко                  |
| 1997. | Руско месо                 |                         |
| 1997. | Трећа жена                 | Инспектор Херцег        |
| 1997. |                            |                         |
| 1997. | Божић у Бечу               | Иван Лесјак             |
| 1998. | Три мушкарца Мелите Жгањер |                         |
| 1998. | Заваравање                 |                         |
| 1998. |                            | Јаков                   |
| 1999. | Богородица                 |                         |
| 1999. | Четвероред                 | Поручник Хуњета         |
| 2000. | Промашај                   |                         |
| 2000. | Срце није у моди           | монтажер                |
| 2000. | Небо, сателити             | Мајор Узелац            |
| 2001. | Ничија земља               | Цера                    |
| 2001. | Полагана предаја           | Петар Горјан            |
| 2001. | Посљедна воља              | Кузма                   |
| 2002. | Енклава                    | Чула                    |
| 2003. | Инфекција                  | градоначелник/избавитељ |
| 2003. | Испод црте                 | Иван Пожгај             |
| 2006. | Пут лубеница               | Лак                     |
| 2006. | Кравата                    | подворник               |
| 2006. | Црвено и црно              | Мехо                    |
| 2006. | Живи и мртви               | Томо/Мартин             |
| 2007. | Наши сретни тренуци        |                         |
| 2008. |                            |                         |
| 2009. | Метастазе                  | зомби                   |
| 2009. | Љубавни живот домобрана    | Филип                   |
| 2022. | Траг дивљачи               |                         |

### Редитељ
| Год.  | Назив        | Жанр     | Награда                                                        |
| ----- | ------------ | -------- | -------------------------------------------------------------- |
| 2005. | Пушћа Бистра | комедија | „Златна арена“ за најбољу споредну мушку улогу (Драган Деспот) |

### Сценариста
| Год.  | Назив        | Жанр | Награда |  |
| ----- | ------------ | ---- | ------- |  |
| 2005. | Пушћа Бистра |      |         |  |